# Rozszczepka pospolita

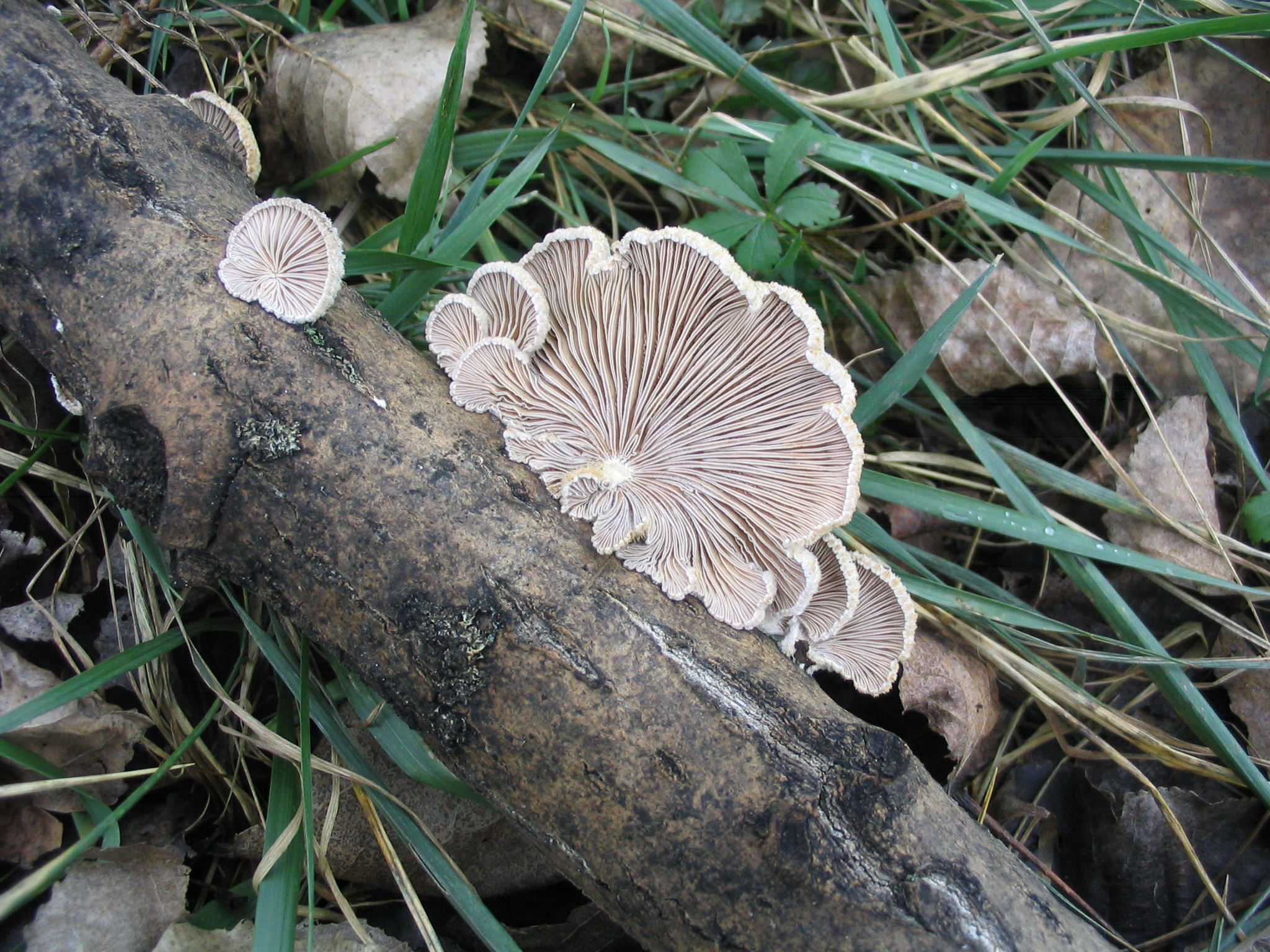
Wewnętrzna strona owocnika rozszczepki pospolitej

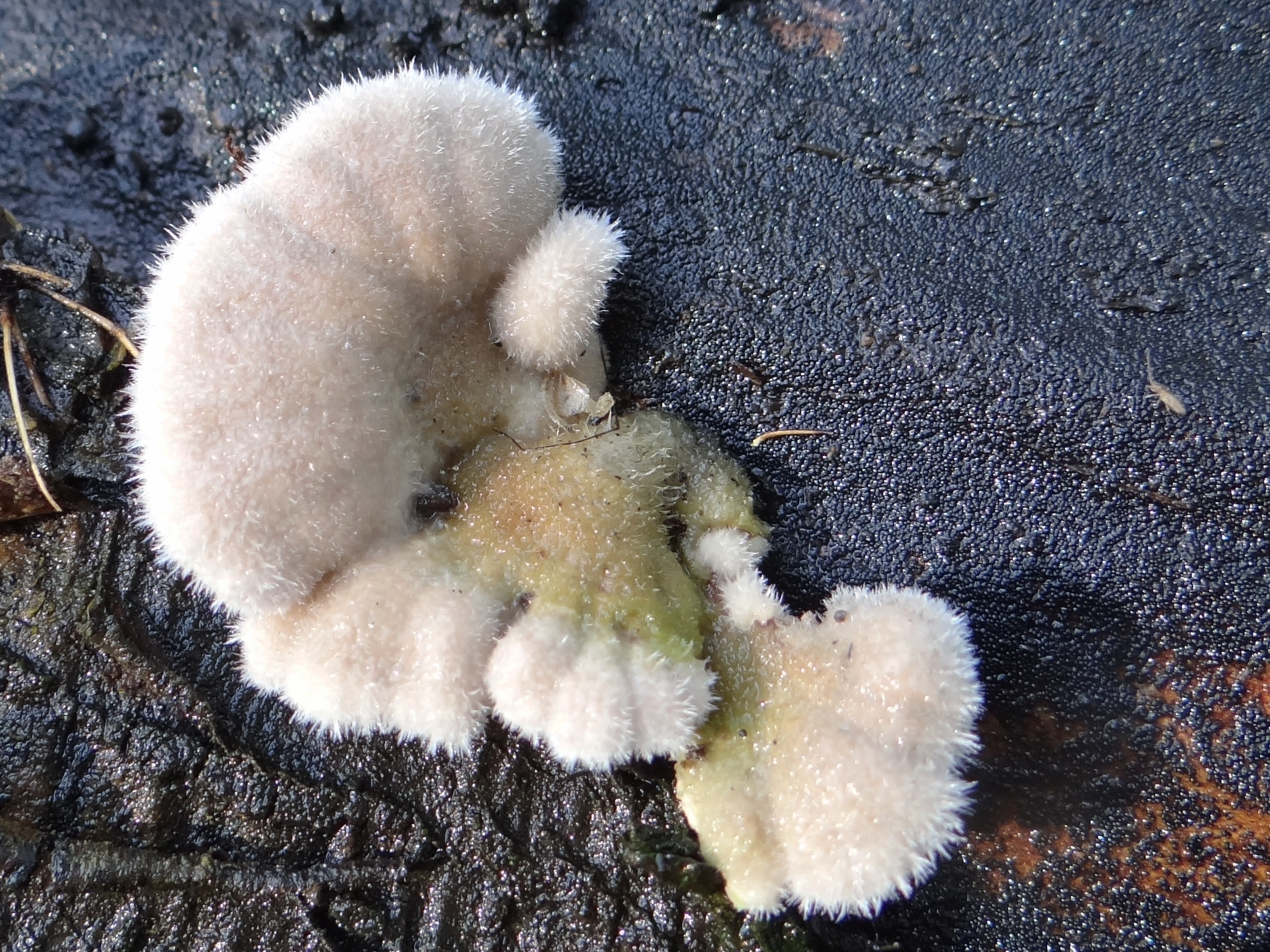
Rozszczepki pospolite na pniu (widoczne zewnętrzne strony owocników)

Rozszczepka pospolita (Schizophyllum commune Fr.) – gatunek grzybów należący do rodziny rozszczepkowatych (Schizophyllaceae).

## Systematyka i nazewnictwo
Pozycja w klasyfikacji według Index Fungorum: Schizophyllaceae, Agaricales, Agaricomycetidae, Agaricomycetes, Agaricomycotina, Basidiomycota, Fungi.
Ma 23 synonimy naukowe. Niektóre z nich:

- Agaricus alneus L. 1755
- Agaricus alneus Reichard 1780
- Agaricus multifidus Batsch 1786
- Apus alneus (L.) Gray 1821
- Daedalea commune (Fr.) P. Kumm. 1871
- Merulius alneus (L.) J.F. Gmel. 1792
- Merulius alneus (Reichard) Schumach. 1803
- Merulius communis (Fr.) Spirin & Zmitr. 2004
- Schizophyllum alneum (L.) J. Schröt. 1888[2].
- Schizophyllum alneum (Reichard) Kuntze 1898
- Schizophyllum alneus (L.) Kuntze (1898)
- Schizophyllum commune var. multifidum (Batsch) Cooke 1892
- Schizophyllum multifidum (Batsch) Fr. 1875

Nazwę polską podali Barbara Gumińska i Władysław Wojewoda w 1968 r. W polskim piśmiennictwie mykologicznym gatunek ten opisywany był też jako olszówka pospolita, kosmatek, dwójlistek towarzyski.

## Morfologia
Bazydiokarp
Średnica 1–4 cm, kształt kolisty, półkolisty, wachlarzowaty lub muszelkowaty. Do podłoża przyrasta bokiem. Trzonu brak. Powierzchnia filcowata o kolorze od białawego do szarego.
Pokryta jest szczecinkami i jest promieniście pofałdowana lub bruzdowana. Czasami posiada odcień beżowy lub różowy. Zdarza się też, że pomiędzy szczecinkami osiedlają się glony nadające kapeluszowi zielony kolor.
Hymenofor
Szary do bladoczerwonobrązowego i w grupie owocników przypomina podłużnie rozszczepione blaszki, co jest charakterystyczną cechą rodzaju rozszczepka. Podczas suchej pogody zwijają się, w ten sposób chroniąc zarodniki przed wyschnięciem.
Miąższ
U młodych okazów mięsisty, ale szybko staje się łykowaty i skórzasty. Podczas wilgotnej pogody jednak staje się giętki i elastyczny.
Wysyp zarodników
Biały. Zarodniki bezbarwne, eliptyczne, o gładkiej powierzchni. Rozmiar 3–4 × 1–1,5 μm.
Gatunki podobne
Podobna jest ciżmówka zmienna (Crepidotis variabilis). Rozróżnić ją można jednak łatwo po nierozszczepionych blaszkach. Ma brązowe zarodniki i rośnie w bardziej wilgotnych siedliskach.

## Występowanie i siedlisko
Gatunek pospolity na całym świecie. Również w Polsce jest bardzo pospolity.
Grzyb nadrzewny. Unika siedlisk wilgotnych i występuje głównie w miejscach dobrze nasłonecznionych. Rośnie na martwym drewnie drzew liściastych i iglastych, a także na zranionych miejscach żywych drzew. Rozwija się przez cały rok. Można go spotkać na pniach i pniakach drzew, na suchych gałęziach, na starym, składowanym drewnie. Często występuje razem z porostami i wrośniakiem szorstkim (Trametes hirsuta) – jest pasożytującym na nich grzybem nagrzybnym.

## Znaczenie
Saprotrof i pasożyt. Wywołuje białą zgniliznę drewna. Czasami wyrządza szkody w rolnictwie, poraża bowiem zafoliowane bale siana i kiszonki. Czasami (rzadko) atakuje również ludzi. Obecność grzybni tego gatunku stwierdzono np. w drogach oddechowych u ludzi o osłabionym układzie odpornościowym.
W Europie jest uważana za grzyb niejadalny. Jednak na opracowanej dla FAO liście jest wymieniona jako grzyb jadalny w następujących państwach świata: Benin, Chiny (z Hongkongiem), Demokratyczna Republika Konga, Etiopia, Ghana, Gwatemala, Indie, Laos, Madagaskar, Malawi, Meksyk, Mozambik, Nigeria, Peru, Republika Środkowoafrykańska, Zambia.
Grzyb leczniczy o działaniu przeciwzapalnym, przeciwnowotworowym, przeciwbakteryjnym, immunomodulacyjnym, nefrotonicznym i hepatoprotekcyjnym. Główną czynną substancją jest schizophylan – substancja o właściwościach immunostymulujących i przeciwnowotworowych. Uzyskuje się ją z kultur grzybowych hodowanych na specjalnym podłożu hodowlanym, jest więc grzybem uprawnym. Z wyhodowanej grzybni rozszczepki pospolitej wytwarza się preparat o handlowej nazwie Schizofylan (SPG, sonifilan, sizofilan), zawierający polisacharydy o leczniczym działaniu.